# Front Street (Toronto)
Front Street es una calle de dirección aproximadamente este-oeste del centro de Toronto (Ontario, Canadá). Trazada inicialmente en 1796, es una de las calles originales de la ciudad de York, predecesora de la actual Toronto. La calle fue trazada a lo largo de la que entonces era la línea de costa del lago Ontario. Sigue siendo una calle importante en la que se localizan muchos usos importantes, incluido el St. Lawrence Market, el Meridian Hall, la Union Station y el Centro de Convenciones de Toronto. La sección oriental de Front Street (al este de Cherry Street), en el barrio de West Don Lands, fue reconstruida en la década de 2010 como un ancho bulevar arbolado y agradable para los peatones, que pretende ser la arteria comercial del nuevo barrio.

## Descripción

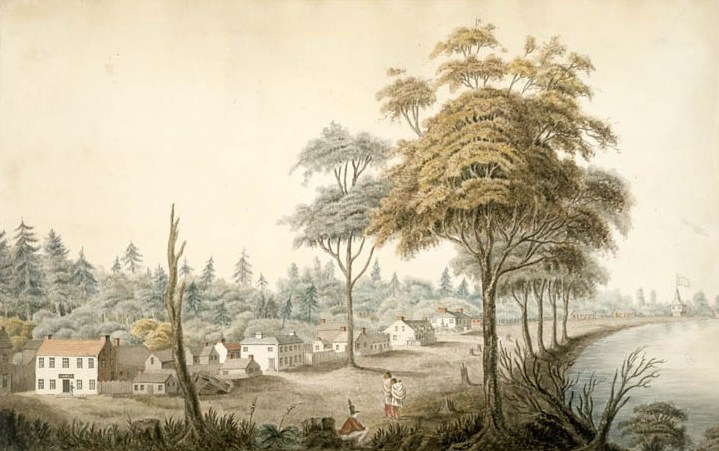
Front Street en 1804.

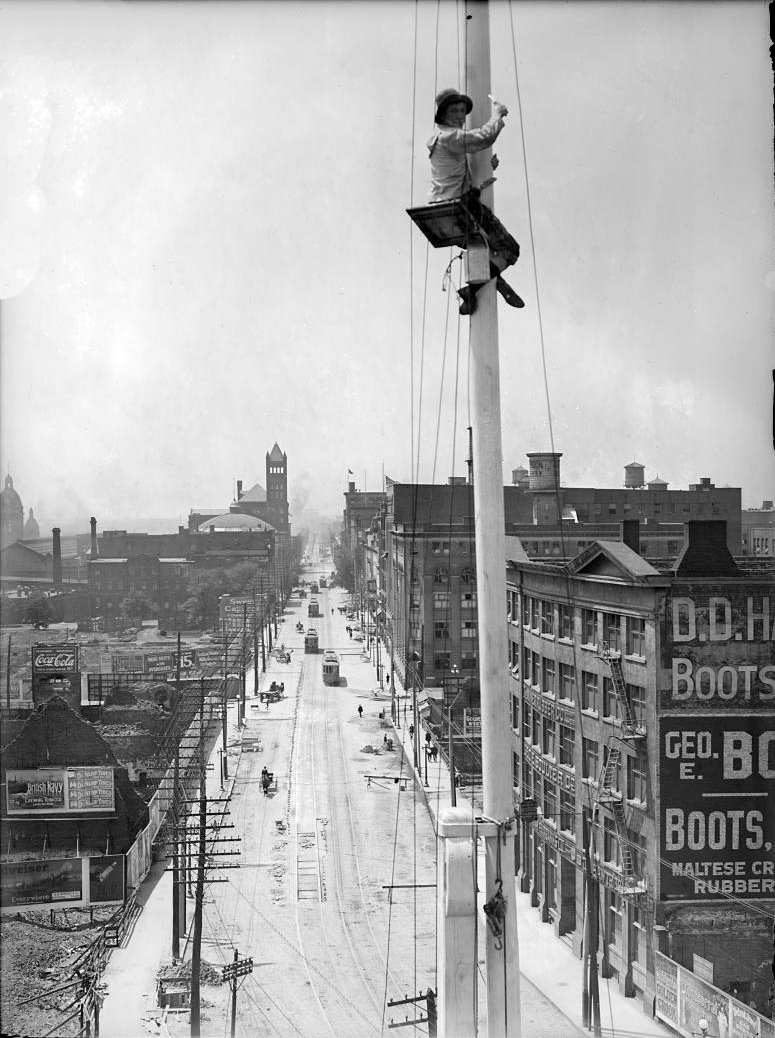
Front Street hacia el oeste desde la intersección con Yonge Street en una fotografía de 1907, con una persona pintando un mástil en primer plano.

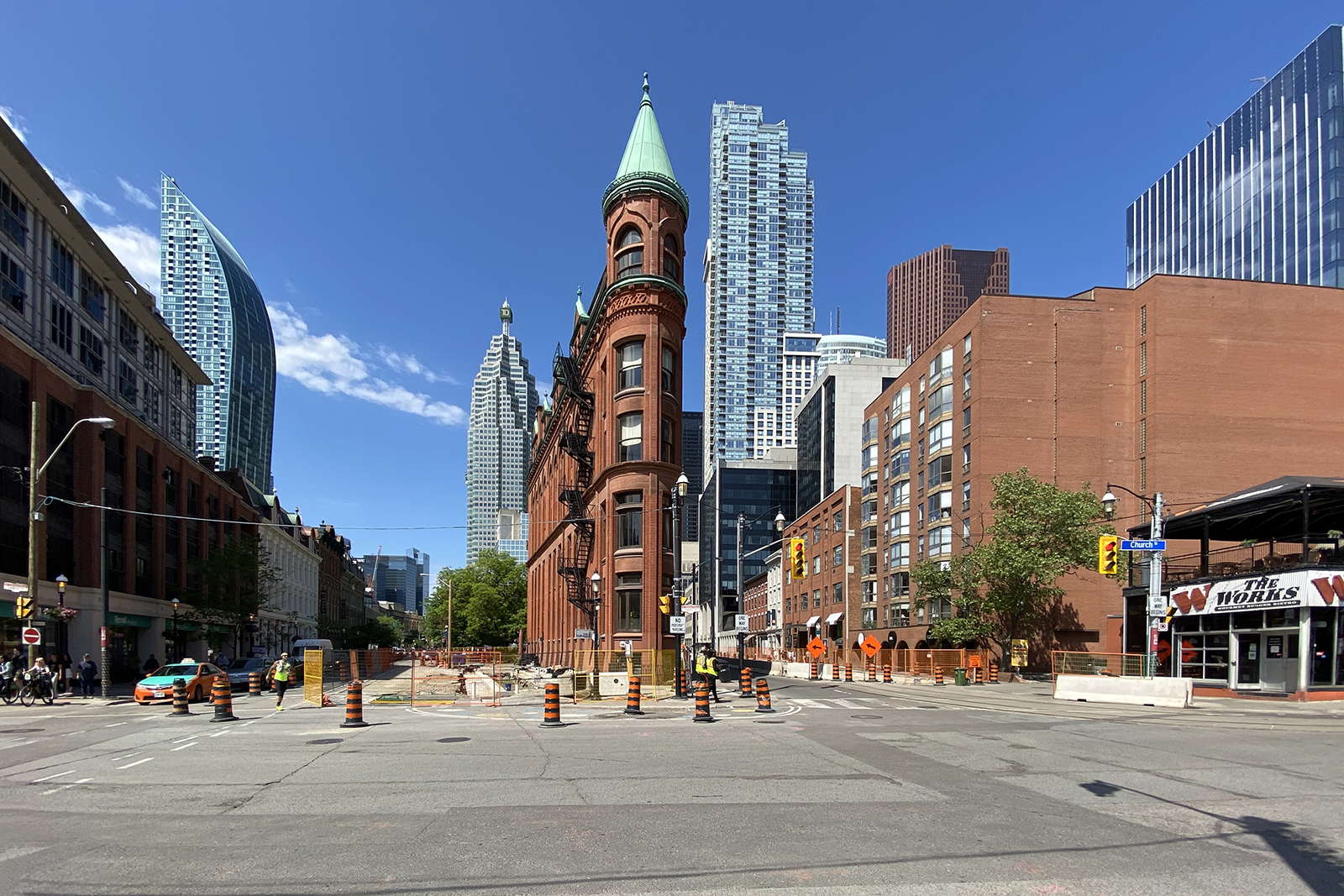
Vista hacia el oeste de Front Street desde la intersección con Church Street, con el Gooderham Building en primer plano y Brookfield Place detrás de él.

Front Street discurre de oeste a este desde Bathurst Street hasta Bayview Avenue. Empezando en Bathurst Street, la calle tiene cuatro carriles de anchura. En el lado sur está el gran patio de maniobras del ferrocarril del centro de la ciudad. Entre Bathurst Street y Spadina Avenue, el lado norte es una mezcla de edificios de apartamentos y de oficinas. Al oeste de Spadina Avenue, el 444 de Front Street West albergó la sede de The Globe and Mail durante más de cuarenta años, hasta 2017. En Spadina Avenue, las vías férreas se separan de Front Street. En este tramo, que antiguamente era industrial y contaba con muchos desvíos del ferrocarril, la calle tiene muchos rascacielos, en su mayor parte residenciales, con comercios y oficinas en las plantas más bajas. Al este de Blue Jays Way (la prolongación de Peter Street South), los usos son más terciarios. En el lado norte hay edificios de oficinas, incluida la sede de la Canadian Broadcasting Corporation (CBC), y en el lado sur está un edificio de oficinas de baja altura situado justo al norte del Rogers Centre. Entre John Street y Simcoe Street está el Centro de Convenciones de Toronto. Pasada Simcoe Street se conservan algunos edificios industriales, transformados para uso comercial y de oficinas. 151 Front Street West es un centro de datos de colocación que alberga servidores de más de cien empresas de telecomunicaciones, así como el punto de intercambio de Internet de Toronto.
Entre York Street y Bay Street, el lado sur está ocupado por la Union Station, mientras el lado norte alberga el gran hotel Fairmont Royal York y el Royal Bank Plaza. En este tramo, ambos lados de la calle están reservados para el estacionamiento de taxis y la carga y descarga de pasajeros. Entre Bay Street y Yonge Street, en el lado norte está el complejo de oficinas Brookfield Place, mientras al otro lado está el Dominion Public Building, que contiene oficinas del Gobierno del Canadá. La calle gira ligeramente hacia el norte antes de cruzarse con Yonge Street. En la esquina noroeste de esta intersección, como ya se ha dicho, está el complejo Brookfield Place, que incorpora algunos edificios históricos a lo largo de Yonge Street, uno de los cuales alberga el Salón de la Fama del Hockey.
Al este de Yonge Street, durante unas pocas cuadras la calle es de sentido único hacia el este, con dos carriles. Al sur se encuentra el Meridian Hall, mientras al norte está el edifico de oficinas del Altius Group, con comercios en la planta baja. En la siguiente cuadra están el St. Lawrence Centre for the Arts en el lado sur y un parque al otro lado. Al este del teatro, en el lado sur, hay varios edificios históricos de oficinas del siglo xix. En la intersección con Church Street, la calle se cruza en ángulo con Wellington Street (la antigua Market Street). En esta intersección destaca el Gooderham Building, un célebre edificio de ladrillo con forma de cuña situado entre Wellington Street y Front Street. Después de Church Street, Front Street pasa a ser una calle de doble sentido con cuatro carriles y una mediana. En el lado norte hay edificios modernos de apartamentos de baja altura, mientras en el lado sur hay un conjunto de edificios comerciales y de oficinas del siglo xix.
En la intersección con Jarvis Street está el complejo del St. Lawrence Market. Esta zona fue urbanizada inicialmente en torno al 1800 para que constituyera el corazón comercial de la ciudad de York. En 1803, se creó un mercado público para la ciudad en esta ubicación, la «plaza del mercado» (Market Square) original. El gran edificio sur del St. Lawrence Market incorpora parte del Ayuntamiento de Toronto de 1845 en su fachada hacia Front Street. Al otro lado de la calle está el moderno edificio norte del St. Lawrence Market, en la ubicación de la Market Square original.
Al este de Jarvis Street, la calle sigue siendo de doble sentido, con cuatro carriles. Este tramo de Front Street, desde George Street hasta Parliament Street, fue el límite meridional de la ciudad original de York, aunque en él no se conserva ningún edificio de esa época. Actualmente, esta zona contiene una mezcla de oficinas y comercios. Los edificios son principalmente de baja altura y datan en su mayor parte del siglo xx, con algunos edificios históricos de la segunda mitad del siglo xix.
Al este de Parliament Street se bifurca la Eastern Avenue, que cruza el río Don y conecta con la Don Valley Parkway. Front Street continúa hacia el este con dos carriles. Esta zona es actualmente un barrio en transición. Antiguamente fue principalmente industrial, y estaba conectada a las vías férreas al este de Cherry Street. Actualmente, la zona está ocupada en parte por los nuevos edificios del proyecto West Don Lands. El tramo de la calle al este de Cherry Street albergó la villa de los atletas de los Juegos Panamericanos de 2015, que se convirtió tras el evento en el complejo residencial Canary District. Otros dos edificios se transformaron en una residencia universitaria del cercano George Brown College y en una YMCA. La calle continúa hacia el este y termina en Bayview Avenue, delante del parque Corktown Common, que antiguamente albergó el complejo industrial de procesamiento de carne de la William Davies Company.

## Historia

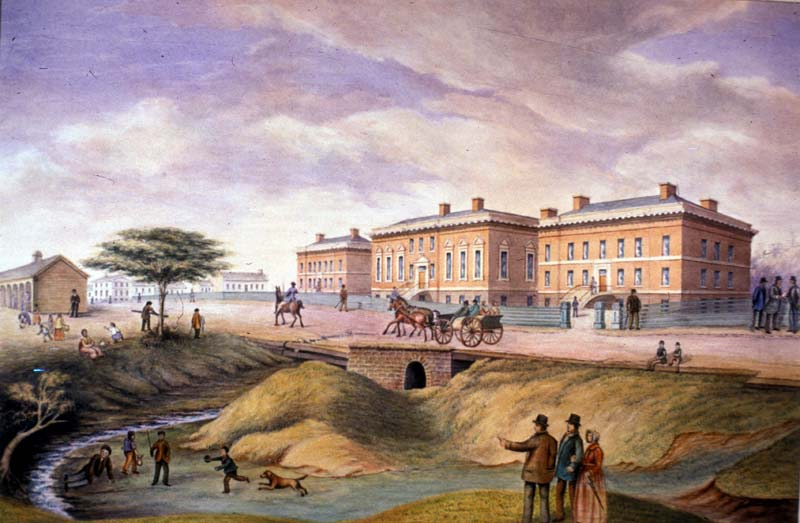
El tercer edificio del Parlamento del Alto Canadá en York, construido entre 1829 y 1832 en Front Street.

El plano original de 1796 de la ciudad de York, aprobado por el vicegobernador John Graves Simcoe, estaba compuesto por diez manzanas al oeste de Taddle Creek, justo al oeste del río Don. Esta parte de la actual Front Street se llamó inicialmente King Street. En el plano de 1797, que amplió la ciudad hacia el oeste, Front Street aparece al sur de King Street, entre Yonge Street al este y York Street al oeste. También se cambió el nombre original de las calles: King Street pasó a llamarse Palace Street y Duke Street, una cuadra al norte, se convirtió en King Street. En 1798, una nueva ampliación de la ciudad prolongó Front Street hacia el oeste hasta Peter Street, interrumpida por la desembocadura del Russell Creek. Russell Creek sería rellenado en 1842 y en su antigua desembocadura se construyó el tercer edificio del Parlamento del Alto Canadá. En 1816, Front Street fue ampliada hacia el este para conectar con Palace Street. En un plano de 1834 de York aparece un tramo de Front Street al este de la bahía, que estaría alineado con la actual Mill Street en el Distillery District. En un mapa de Toronto de 1894, Palace Street había pasado a formar parte de Front Street y la calle había sido ampliada hacia el este hasta el río Don. The Esplanade aparece conectada a Mill Street y, al oeste, Front Street se extiende hasta Bathurst Street.
En 1999, el Ayuntamiento de Toronto presentó un proyecto de ampliación de Front Street como parte de los esfuerzos para desarrollar la zona costera. El proyecto habría ampliado la calle hacia el oeste hasta Dufferin Street, añadiendo conexiones a la Gardiner Expressway. El coste total de la ampliación, estimado inicialmente en 120 millones de dólares, se incrementó hasta los 245 millones de dólares y en mayo de 2008 el alcalde de Toronto, David Miller, anunció su cancelación y que los fondos presupuestados para este proyecto se destinarían a otras iniciativas en la zona costera. Aunque el proyecto estaba aún en estudio, dos empresarios locales, Fred Dominelli, quien posteriormente se convertiría en concejal de la ciudad, y Dale Martin, compraron algunos terrenos en la trayectoria de la ampliación propuesta por 280 000 dólares. Los dos habrían obtenido un beneficio de casi 7 millones de dólares si se hubiera llevado a cabo la expropiación esperada.

## Cruces
De este a oeste:
- Bayview Avenue
- Parliament Street
- Sherbourne Street
- Jarvis Street
- Church Street
- Yonge Street
- Bay Street
- York Street/University Avenue
- Spadina Avenue
- Bathurst Street